# Zivia Lubetkin

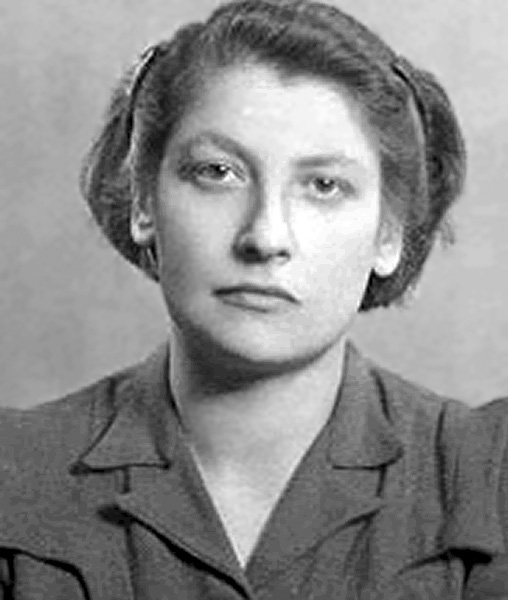
Zivia Lubetkin (Aufnahme vor September 1939)

Zivia Lubetkin (auch Cywia Lubetkin; Zivia Lubetkin-Zuckerman; Celina Lubetkin; Zivia Cukerman; geboren 9. November 1914 in Byteń bei Slonim, Russisches Kaiserreich; gestorben 11. Juli 1978 im Kibbuz Lochamej haGeta’ot, Israel) war eine jüdische Widerstandskämpferin im besetzten Polen, zionistische Funktionärin und Kibbuznik.

## Herkunft und zionistisches Engagement
Zivia Lubetkin war die Tochter eines Lebensmittelhändlers. Sie schloss sich in jungen Jahren in Polen der jüdischen Jugendorganisation Freiheit an und arbeitete in Warschau als Funktionärin für Hechaluz und Habonim Dror. 1939 war sie Delegierte beim 21. Zionistenkongress in Genf.

## Widerstand nach der Besetzung Polens 1939
Nach der deutschen und sowjetischen Besetzung Polens 1939 half sie vom sowjetisch besetzten Kowel aus polnischen Juden bei der Emigration in das nun litauische Wilna. Im Januar 1940 ging sie im Auftrag des Verbandes in das deutsch besetzte Warschau, wo die jüdische Bevölkerung im Oktober 1940 ghettoisiert wurde.
Im Warschauer Ghetto beendete sie 1941 ihre Beteiligung an der Kulturarbeit des Judenrats, als das Ausmaß des Holocaust im Ghetto Wilna und im Vernichtungslager Kulmhof bekannt wurde. Sie war im Juli 1942 Mitgründerin der Widerstandsgruppe Jüdische Kampforganisation (ŻOB), die im Januar 1943 unter der Leitung von Mordechaj Anielewicz eine bewaffnete Widerstandsaktion gegen die Deportationen durchführte, beteiligt daran war ihr späterer Ehemann Jitzhak Zuckerman. Im April 1943 war sie eine Organisatorin beim Aufstand im Warschauer Ghetto.
Nach der Niederschlagung des Aufstandes gelangte sie mit einer Gruppe Widerstandskämpfer am 12. Mai 1943 nach einer 48-stündigen Flucht durch die Warschauer Kanalisation in einen arischen Stadtteil Warschaus und gehörte damit zu den wenigen Überlebenden. Der Fluchtweg war den Geretteten von einem Angehörigen der Armia Ludowa gezeigt worden. Im August 1944 nahm sie in den Reihen der Armia Ludowa am Warschauer Aufstand der Polen gegen die deutsche Besatzung teil. Ihre Eltern und ein Teil ihrer Geschwister wurden 1942 Opfer des Holocaust.

## Fluchthilfe und Einwanderung in das britische Mandatsgebiet Palästina
Nach Kriegsende gehörte sie zur jüdischen Organisation Bricha, die die Auswanderung der überlebenden Juden aus Osteuropa nach Westeuropa organisierte und deren Immigration in Palästina. Ihre eigene Migration nach Palästina war erst im Juni 1946 erfolgreich. 1946 war sie Delegierte beim 22. Zionistenkongress in Basel.

## Aufbauarbeit in Israel
Im Staat Israel waren Zivia Lubetkin und ihr Mann am Aufbau des Kibbuz Lochamej haGeta’ot beteiligt, in dem sie fortan arbeiteten und ihre Familie gründeten. Sie arbeitete bei der israelischen Einwanderungsorganisation Jewish Agency und leitete die Abteilung für Integration.
1961 wurde sie als Zeugin im Eichmann-Prozess gehört. Nach dem Sechstagekrieg 1967 trat sie der Bewegung für ein Großisrael bei, die die im Krieg eroberten Gebiete annektieren wollte und die später eine Fraktion des sich gründenden Likud wurde.
1980 erhielt sie den Yitzhak-Sadeh-Preis.
Im Jahr 2001 wurde sie im Film Uprising über den Aufstand im Warschauer Ghetto von Sadie Frost dargestellt.
Ihre Enkelin Roni Zuckerman wurde die erste Jagdpilotin der israelischen Luftstreitkräfte.

## Schriften (Auswahl)
- Die letzten Tage des Warschauer Gettos. In: Neue Auslese aus dem Schrifttum der Gegenwart. Hg. Alliierter Informationsdienst, 3. Jg., Heft 1, 1948, S. 1–13. (wieder als Taschenbuch: VVN-Verlag, Berlin 1949, DNB 453089968. (Nachwort Friedrich Wolf))
  - Die letzten Tage des Warschauer Gettos. Neuausgabe, mit einem Beitrag von Edith Laudowicz: Widerstand der Frauen im Warschauer Ghetto. Berlin 2019, ISBN 978-3-945980-35-4. (pdf)
  - In the days of destruction and revolt. Ins Englische übersetzt von Ishai Tubbin. Hakibbutz Hameuchad Pub. House, Tel Aviv 1981, OCLC 1082456231.
- Zagłada i powstanie. Warschau: Książka i Wiedza, 1999 ISBN 83-05130-41-X.